# خرگوشچه سورینامی
خرگوشچه سورینامی (نام علمی: Sylvilagus parentum) یا دم‌پنبه‌ای جنگلی جلگه‌ای سورینامی، گونه‌ای خرگوشک دم‌پنبه‌ای آمریکای جنوبی است که در سال ۲۰۱۷ توصیف شد. از مناطق پست سورینام غربی شناخته شده است و از نمونه‌های جمع‌آوری‌شده توسط دانشمندان هلندی در دهه ۱۹۸۰ توصیف شده است. اندازه آن برای خرگوشک دم‌پنبه‌ای آمریکای جنوبی نسبتاً بزرگ است. این خرگوشک احتمالاً در گذشته به دلیل تخریب محیط زیست در منطقه تهدید شده است و کشف آن می‌تواند تلاش‌های حفاظتی در این منطقه را تقویت کند. این گونه توسط پروفسور دانشگاه ایالتی پورتلند لوئیس روئداس کشف شد.